# سكوت باركر (متسابق دراجات نارية)
سكوت باركر (بالإنجليزية: Scott Parker)‏ هو متسابق دراجات نارية أمريكي، ولد في 21 نوفمبر 1961.